# 窦加星
窦加星（2000年2月29日—），中国女子足球运动员。她最初练习田径项目，后来在江苏苏州开始练习足球。她于2018年加入U20国家队，2023年加入成年国家队，她曾随国家队获得2022年亚洲运动会铜牌，她也曾参加2023年國際足協女子世界盃。